# Charles Cotolendi
Charles Cotolendi (Aix-en-Provence, XVII secolo – XVIII secolo) è stato uno scrittore francese.

## Opere
- I viaggi di Pietro Texeira tradotti dallo spagnolo in francese;
- La vita della Duchessa di Montmorency, Principessa degli Ursini, e Superiora della Visitazione di S.Maria di Moulins (Allier);
- La vita di San Francesco di Sales;
- Traduzione della vita di Cristoforo Colombo;
- La maniera di assistere agl'Infermi tradotta dal latino di Polanco;
- Dissertazione critica contro le opere di "de Saint Evremont";
- Arliquiniana ou les bons mots, les histoires plaisantes et agréables. Recueillies des conversations d'Arlequin (1694).